# José Luis González (atleta)
José Luis González Sánchez (Villaluenga de la Sagra, 8 dicembre 1957) è un ex mezzofondista spagnolo.

## Palmarès

### Mondiali
- 1 medaglia:
  - 1 argento (Roma 1987 nei 1500 m)

### Mondiali indoor
- 2 medaglie:
  - 2 argenti (Parigi 1985 nei 1500 m; Budapest 1989 nei 3000 m)

### Europei indoor
- 5 medaglie:
  - 5 ori (Torino 1982 nei 1500 m; Atene 1985 nei 1500 m; Madrid 1986 nei 1500 m; Liévin 1987 nei 3000 m; Budapest 1988 nei 3000 m)

### Grand Prix Final
- 2 medaglie:
  - 1 argento (Roma 1986 nel miglio)
  - 1 bronzo (Berlino 1988 nel miglio)

## Altre competizioni internazionali
1981
- Oro al Campaccio ( San Vittore Olona) - 33'11"

1983
- Oro alla San Silvestro Vallecana ( Madrid)

1986
- Oro al Cross Internacional de Venta de Baños ( Venta de Baños)

1988
- Bronzo alla Grand Prix Final ( Berlino Ovest), miglio - 3'56"67